# Маркович, Мириана
Мириана «Мира» Маркович (серб. Мирјана «Мира» Марковић; 10 июля 1942, Пожаревац — 14 апреля 2019, Москва, Россия) — югославский политик и социолог, лидер политической партии «Югославские левые» (2002—2003), вдова бывшего президента Югославии Слободана Милошевича (1941—2006). Проходила по делу о похищении и убийстве бывшего сербского руководителя И. Стамболича. Последние годы жизни провела в России, где официально получила статус беженца.

## Биография и политическая деятельность
Мириана Маркович родилась в небольшом сербском городе Пожаревац в 80 км от Белграда, с детских лет была знакома с жившим неподалёку Слободаном Милошевичем. Во дворе его дома до сих пор растёт старая липа, под которой юный Слобо впервые поцеловал будущую жену. Ныне под этой липой находится могила Милошевича.
Мириана Маркович свою мать — коммунистку Веру Милетич — почти не знала. Шла Вторая мировая война, и 5 октября 1943 года 23-летняя Вера Милетич была арестована в Белграде подразделением коллаборационистской полиции и впоследствии расстреляна. В память о матери Мира постоянно появлялась на людях с живым цветком в волосах. Отец — Драгослав Маркович, политический комиссар при Главном штабе Народно-освободительного движения Югославии в Сербии, Народный герой Югославии.
Биографы отмечают, что Мира Маркович имела огромное влияние на мужа, именно она сделала из человека, которому прочили карьеру начальника железнодорожной станции — крупного партийного и государственного деятеля. Именно Маркович помогала Милошевичу принять важные политические и военные решения в период распада Югославии и конфронтации с Западом. При том, что на общественно-государственных форумах Маркович и Милошевич, как лидеры разных партий, обычно сидели в разных концах зала, наблюдатели особо поражались необычайной духовной близостью Миры к мужу: "она была душой Слободана, была его «альтер эго», его другое «я». Её тень стояла за ним и тогда, когда самой Миры не было рядом.
До начала военных действий НАТО против Югославии, отмечают эксперты, Маркович была главным теоретиком Объединённых балканских государств — предложенного ею нового союза на Балканах, причём далеко не только тех стран, которые входили в СФРЮ. План Маркович предусматривал союзное либо федеративное объединение балканских государств (от Хорватии до Болгарии) под сербской гегемонией. Наброски неосуществившегося проекта Маркович существуют в печатном виде. Они представляют собой дневниковые записи, которые она вела с 1992 года по 1994 год. Позднее эти дневниковые записи (с авторскими изъятиями) с согласия самой Маркович были опубликованы как её «Дневники» в итальянском издательстве Tullio Pironti.
В 1994 году Маркович основала Югославскую левую партию. Её политические взгляды характеризуются как националистические, на разных этапах биографии в диапазоне от умеренных до радикальных. Для иллюстрации воззрений Миры Маркович характерна цитата из её личного дневника:

Если бы сербский и хорватский народы доверили мандат на представительство от их имени на переговорах людям, которые не считают свой народ проигравшим, которые не рассматривают его в роли мстителя и не живут представлением о Югославии как о некой утопии, война немедленно или, во всяком случае, очень быстро была бы прекращена и Югославия была бы этнически чистой страной.
— Из дневника Миры Маркович. Чистка в Югославии.
Крах Дейтонского мирного соглашения 1995 года привёл к международной изоляции Милошевича. Будучи партийным лидером и женой президента, Маркович вырабатывает идеологическое обоснование неизбежного противостояния с НАТО, берёт под контроль государственное телевидение, которым руководила их дочь Мария Милошевич, оказывала влияние на аналитику и пропагандистскую риторику близких ей ежедневных газет «Политика» и «Политика экспресс».
В период активных боевых действий НАТО против Югославии (март—июнь 1999 года) вместе с мужем находилась под бомбёжками в Белграде.

### Научная деятельность
Мириана Маркович — автор более 100 работ в области теории социологии, социально-политического развития югославского общества и современного мира.
Учёная степень — «доктор социологических наук». Некоторое время преподавала социологию в Белградском университете.
Визит-профессор социологического факультета МГУ. В 1996 году удостоена звания Почётный профессор МГУ — «за большой вклад в развитие социологической науки, подготовку специалистов социологов, укрепление и развитие сотрудничества между учеными России и Югославии».

### После отстранения Милошевича от власти
После отстранения Милошевича от власти, ареста и тайной выдачи его сербскими демократами во главе с новым премьером Зораном Джинджичем в 2001 году Международному трибуналу по бывшей Югославии, которую Маркович назвала «кульминацией кризиса национальной морали», несколько лет она ещё жила в Белграде. Вторым домом для Миры с 2000 стала Россия, куда она часто летала к сыну Марко, укрывавшемуся здесь от преследований новых сербских властей. Насильственный вывоз Милошевича в Гаагу Маркович оценила как месть западных государств за его политику, «независимый курс и сопротивление колонизации страны». Восхищалась мужественным поведением мужа в тюрьме и на заседаниях трибунала, регулярно посещала его в заключении. В 2003 году, за три года до смерти мужа в тюремной камере от инфаркта, публично заявляла, что лечение, назначенное Милошевичу кардиологом, «требует гораздо более оперативной корректировки», а утверждения официальных представителей трибунала о том, что в тюрьме есть необходимое медицинское наблюдение, назвала «абсолютной ложью».
Роль России в истории с арестом Милошевича и его выдачей Гаагскому трибуналу Маркович оценивала как пассивную и нерешительную, прямо заявила в печати, что ожидала от России большего.
После смерти Милошевича в Гааге в 2006 году, выдвижения против неё самой обвинений в причастности к убийству журналиста и к экономическим преступлениям Мира Маркович была вынуждена покинуть Сербию и обосновалась в России и не смогла приехать в родной город на похороны мужа.

### После смерти Милошевича
После 2003 года Маркович жила в изгнании в России. Власти Сербии издали международный ордер на её арест. Она обвинялась в мошенничестве; обвинения были распространены через Интерпол, но российские власти отказались арестовать её. В декабре 2006 года, спустя девять месяцев после смерти её мужа во время его заключения в Гааге, сербский суд постановил арестовать Маркович по обвинению в заказе убийства журналиста Славко Чурувия. В 2007 году МИД Сербии потребовал у России выдачи Маркович на родину, однако к тому времени они вместе с сыном Марко Милошевичем уже получили статус беженцев в России. В 2008 году сербский прокурор объявил, что Маркович может быть судима заочно.
В 2008 году власти России окончательно отказали Сербии в экстрадиции Маркович и её сына Марко Милошевича.
Дочь Мария Милошевич и внук Марко живут в Черногории.
Скончалась 14 апреля 2019 года в Москве после тяжёлой продолжительной болезни. Была кремирована, прах захоронен в могиле Слободана Милошевича.